# Helicóptero 66
O Helicóptero 66 (do inglês: Helicopter 66) foi um helicóptero Sea King da Marinha dos Estados Unidos usado durante o final da década de 1960 para a recuperação aquática de astronautas durante cinco missões do programa Apollo. Ele foi chamado de "um dos helicópteros mais famosos, ou pelo menos mais icônicos, da história", foi tema de uma música de 1969 da alemã Manuela e foi vendido como miniatura pela Dinky Toys. Além de seu trabalho em apoio à NASA, o Helicóptero 66 também transportou o Xá do Irã durante sua visita em 1973 ao porta-aviões USS Kitty Hawk.
O Helicóptero 66 foi entregue à Marinha dos Estados Unidos em 1967 e fez parte do inventário do 4.º Esquadrão de Helicópteros de Combate Marítimo durante toda a sua vida ativa. Entre seus pilotos durante esse período estava Donald S. Jones, que viria a comandar a Terceira Frota dos Estados Unidos. Posteriormente, foi renumerado como Helicóptero 740 (do inglês: Helicopter 740) e sofreu um acidente no Oceano Pacífico em 1975 durante um exercício de treinamento. No momento de seu acidente, ele havia registrado mais de 3.200 horas de serviço.

## Projeto
O Helicóptero 66 era um Sikorsky Sea King SH-3D. Os modelos SH-3D foram projetados para guerra antissubmarino (ASW) e geralmente tinham configuração para transportar uma tripulação de quatro pessoas e até três passageiros. Equipados com dois motores turboeixo General Electric T58-GE-10, cada um produzindo até 1.400 cavalos de potência (1 mil kW), os SH-3D tinham velocidade máxima de 120 nós (220 km/h) e uma autonomia média de 4,5 horas. Seu peso máximo permitido era de 20.500 libras (9.300 kg), com capacidade de transportar uma carga externa de até 6 mil libras (2.700 kg).
Durante missões antissubmarino, o Sea King SH-3D era normalmente armado com torpedos MK-46/44.

## História

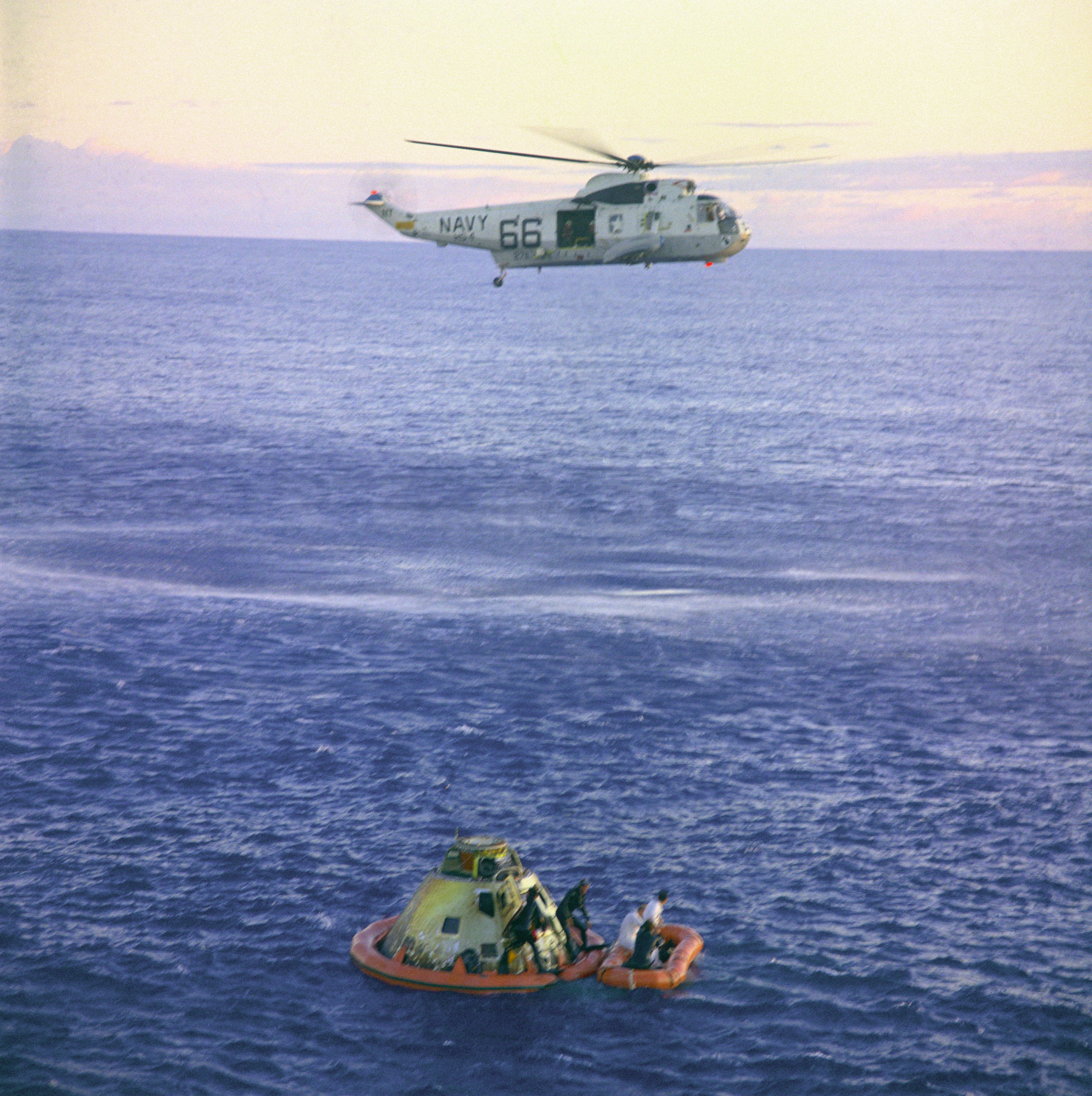
O Helicóptero 66 fotografado durante a recuperação da Apollo 10 em 1969.

### Início e missões Apollo

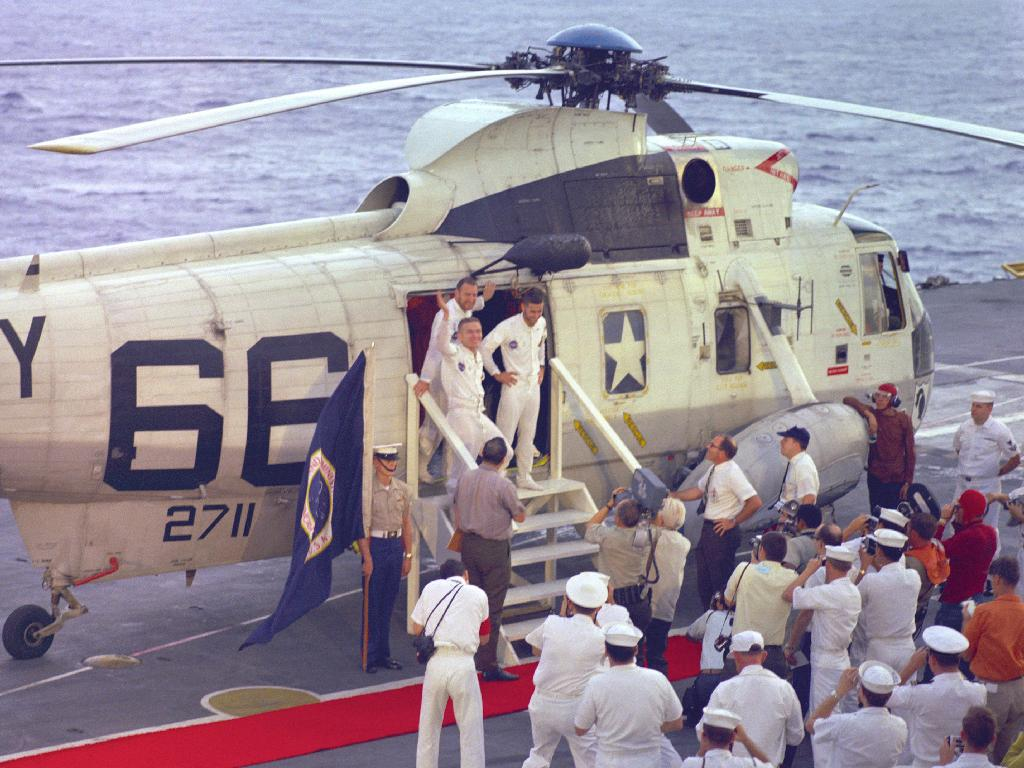
A tripulação da Apollo 8 desembarca do Helicóptero 66 a bordo do USS Yorktown após seu retorno à Terra em 1968.

O Helicóptero 66 foi entregue à Marinha dos Estados Unidos em 4 de março de 1967 e, em 1968, foi adicionado ao inventário do 4.º Esquadrão de Helicópteros de Combate Marítimo da Marinha dos Estados Unidos (HS-4). Seu prefixo original era NT-66/2711.
Ativado em 30 de junho de 1952, o 4.º Esquadrão - "the Black Knights" (lit. os Cavaleiros Negros) - foi o primeiro esquadrão de helicópteros de guerra antissubmarino da Marinha dos Estados Unidos a ser implantado a bordo de um porta-aviões quando, em 1953, operou a partir do USS Rendova. Em 1968, o esquadrão começou a usar o modelo Sea King SH-3D, fazendo a transição do modelo SH-3A. Nesse ano, o esquadrão foi designado para o Grupo Aéreo Antissubmarino do Porta-Aviões 59 e foi implantado a bordo do USS Yorktown para o Mar do Japão em resposta à captura do USS Pueblo pela Marinha Popular da Coreia do Norte. Ainda nesse ano, o Yorktown - e o 4.º Esquadrão - receberam a tarefa de apoiar a Administração Nacional de Aeronáutica e Espaço (NASA) na recuperação oceânica de astronautas que retornavam do espaço.
Durante as missões Apollo 8, Apollo 10 e Apollo 11, o Helicóptero 66 foi o principal veículo de recuperação que içou os astronautas de volta das cápsulas de comando das espaçonaves. Como resultado, ele foi amplamente destacado na cobertura de notícias televisivas e na fotografia, alcançando, nas palavras do historiador espacial Dwayne A. Day, o status de "um dos helicópteros mais famosos, ou pelo menos mais icônicos, da história". O Comandante Donald S. Jones, que mais tarde comandaria a Terceira Frota dos Estados Unidos, pilotou o Helicóptero 66 durante sua missão inaugural de recuperação de astronautas após a Apollo 8 e novamente durante a recuperação da cápsula de comando Columbia da Apollo 11.
Após a missão Apollo 11, a Marinha mudou para um sistema de designação de três dígitos e o Helicóptero 66 foi renomeado como Helicóptero 740. Reconhecendo a fama que o Helicóptero 66 havia alcançado, a Marinha adotou a prática de repintar o Helicóptero 740 como Helicóptero 66 para as missões posteriores de recuperação em que ele participou, como Apollo 12 e Apollo 13, e depois o repintava como Helicóptero 740 ao término de cada missão. Durante o período em que foi usado para a recuperação de astronautas, o Helicóptero 66 exibia marcas de vitória em sua fuselagem, mostrando a silhueta de uma cápsula espacial, com uma nova marca adicionada a cada recuperação em que participava. Para a recuperação dos astronautas da Apollo 11, a parte inferior da fuselagem ostentava as palavras "Hail, Columbia" (lit. Salve, Columbia).

#### Lista dos voos de recuperação da Apollo do Helicóptero 66
| M         | Data do voo            | Navio         | Piloto          | Referências  |
| --------- | ---------------------- | ------------- | --------------- | ------------ |
| Apollo 8  | 27 de dezembro de 1968 | USS Yorktown  | Donald S. Jones | [ 1 ] [ 22 ] |
| Apollo 10 | 26 de maio de 1969     | USS Princeton | Chuck B. Smiley | [ 1 ]        |
| Apollo 11 | 24 de julho de 1969    | USS Hornet    | Donald S. Jones | [ 1 ]        |
| Apollo 12 | 24 de novembro de 1969 | USS Hornet    | Warren E. Aut   | [ 1 ]        |
| Apollo 13 | 17 de abril de 1970    | USS Iwo Jima  | Chuck B. Smiley | [ 1 ]        |

### História posterior e acidente
De 1970 a 1972, o 4.º Esquadrão de Helicópteros e o Helicóptero 66 estiveram a bordo do USS Ticonderoga. E em 1973, o 4.º Esquadrão, juntamente com o Helicóptero 66, foram embarcados a bordo do USS Kitty Hawk. Nesse ano, o Helicóptero 66 transportou o Xá do Irã, Mohammad Reza Pahlavi, para o Kitty Hawk em uma visita a bordo enquanto o navio transitava pelo Oceano Índico.
Às 19h00 do dia 4 de junho de 1975, o Helicóptero 66, renomeado como '740', partiu do Campo de Pouso Naval de Imperial Beach, perto de San Diego, Califórnia, com destino à Área de Treinamento Offshore de Helicópteros da Marinha dos Estados Unidos para realizar um exercício de treinamento noturno programado de três horas de guerra antissubmarino. Durante a operação, na qual estava transportando uma tripulação completa de quatro pessoas, o helicóptero sofreu um acidente. Embora a tripulação tenha sido resgatada pela Guarda Costeira dos Estados Unidos, o piloto Leo Rolek ficou gravemente ferido e morreu posteriormente dos ferimentos sofridos no acidente. A causa exata da queda do Helicóptero 66 é desconhecida; até 2017, o relatório de incidente da Marinha dos Estados Unidos permanece amplamente classificado. A fuselagem danificada do helicóptero posteriormente afundou em 1.500 m de água. No momento do acidente, o Helicóptero 66 havia voado 3.245,2 horas de voo desde que entrou em serviço, e 183,6 horas desde sua última revisão.
O helicóptero, submerso, permanece propriedade da Marinha dos Estados Unidos, e uma tentativa feita por interesses privados em 2004 de recuperá-lo para preservação não foi concretizada.

## Legado
Uma pintura do Helicóptero 66 foi encomendada em 1969 ao artista Tom O'Hara como parte de uma iniciativa artística da NASA. Posteriormente, ela foi colocada sob a custódia do Museu Nacional do Ar e do Espaço.

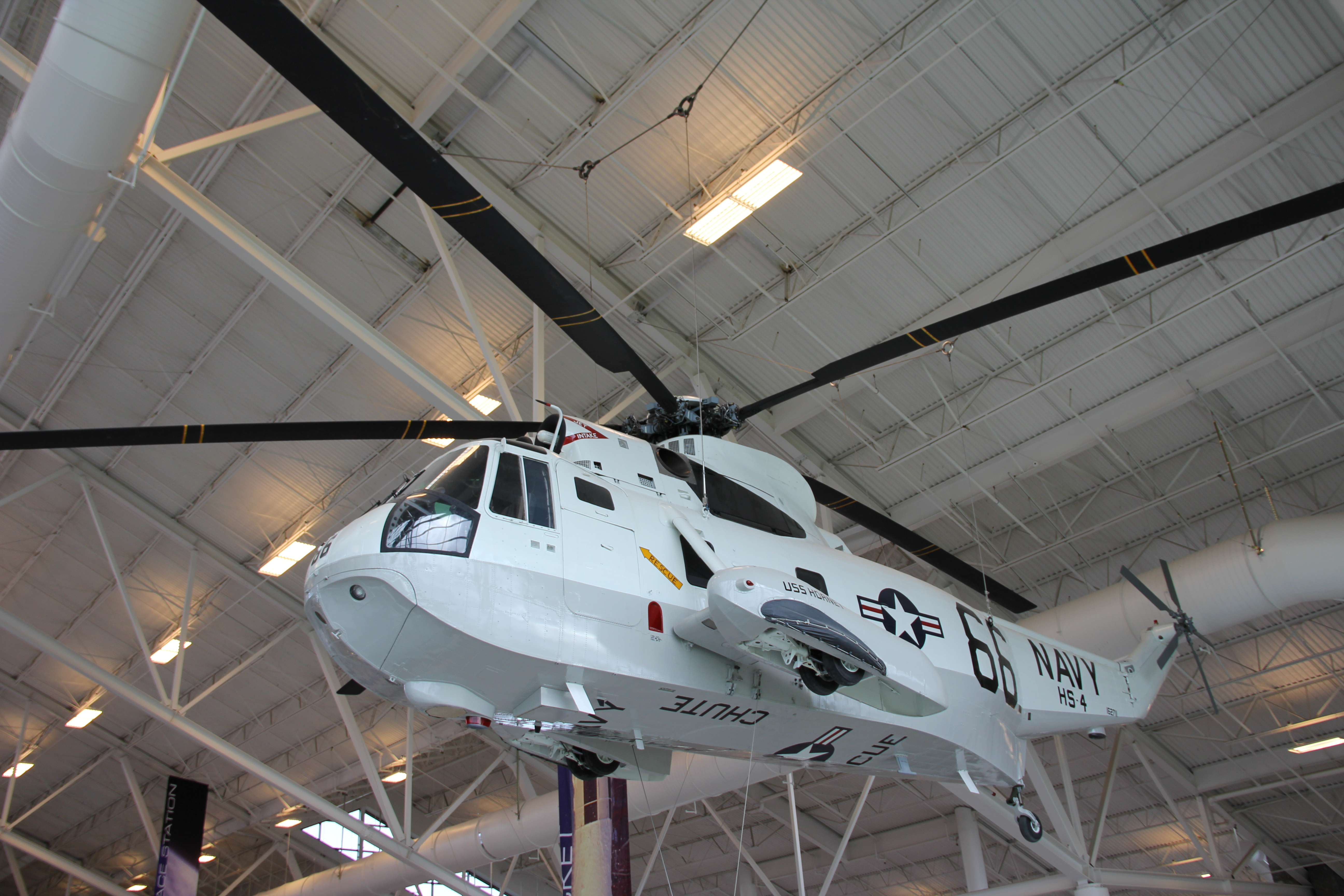
Um Sea King pintado com as cores do Helicóptero 66 em exibição no Museu Evergreen, 2011

Em setembro de 1969, a cantora alemã Manuela lançou um single intitulado "Helicopter U.S. Navy 66", que apresenta o som dos rotores de helicóptero. A música foi regravada no ano seguinte pela cantora pop belga Samantha e foi creditada por ajudar a lançar sua carreira. Em uma entrevista de 2007, a popularidade de "Helicopter U.S. Navy 66" como música de encerramento em discotecas na Bélgica dos anos 1970 foi citada pela cantora belga de Schlager, Laura Lynn, como inspiração para o seu sucesso "Goud".
Durante o início da década de 1970, a Dinky Toys lançou um modelo fundido em metal de um helicóptero Sea King na pintura do Helicóptero 66. O modelo incluía um guincho funcional que podia içar um brinquedo de cápsula espacial de plástico.
Réplicas do Helicóptero 66 estão em exibição no Museu Evergreen de Aviação e Espaço, no Óregon, no navio-museu USS Midway em San Diego e no navio-museu USS Hornet em Alameda, Califórnia. O helicóptero no USS Hornet é um Sikorsky Sea King aposentado da Marinha que foi usado nas filmagens do filme Apollo 13, de 1995.